# نرم‌افزار کنترل محتوا
نرم‌افزار کنترل محتوا، که عموماً به عنوان یک فیلتر اینترنتی مورد اشاره قرار می‌گیرد، نرم‌افزاری است که محتوایی را که یک کاربر اینترنتی قادر است تا مورد دسترسی قرار دهد را محدود یا کنترل می‌کند، به‌خصوص هنگامی که برای محدود کردن مطلبی که روی اینترنت از طریق وب، ایمیل، و دیگر طرق ارائه می‌شود به کار برده می‌شود. نرم‌افزار کنترل محتوا تعیین می‌کند که چه محتوایی مهیا یا مسدود می‌باشد.
چنین محدودیت‌هایی می‌توانند در سطوح مختلفی اعمال شوند: یک دولت می‌تواند تلاش کند تا آن‌ها را در سطح ملی اعمال کند (سانسور اینترنت را ببینید)، یا برای مثال می‌توانند توسط یک رساننده خدمات اینترنتی نسبت به مشتریانش، توسط کارفرمایی نسبت به پرسنل خود، توسط مدرسه ای نسبت به دانش آموزان خود، کتابخانه ای نسبت به بازدیدکنندگانش، والدی نسبت به کامپیوتر کودکی، یا یک فرد کاربر نسبت به کامپیوتر خودش اعمال شود.
اغلب انگیزه این است که از دسترسی به محتوایی که صاحب(ان) کامپیوتر یا دیگر مرجعیت‌ها ممکن است قابل اعتراض یا زننده در نظر بگیرندش جلوگیری شود. هنگامی که بدون رضایت (consent) کاربر تحمیل شود، کنترل محتوا می‌تواند به عنوان شکلی از سانسور اینترنتی توصیف شود. برخی نرم‌افزارهای کنترل محتوا شامل عملکردهای کنترل زمان می‌باشند که والدین را قادر می‌سازد تا مقدار زمانی را که کودک می‌تواند برای دسترسی به اینترنت یا بازی کردن یا دیگر فعالیت‌های کامپیوتر صرف کند تنظیم کنند.
در برخی کشورها، چنین نرم‌افزارهایی پُریاب هستند. در کوبا، اگر یک کاربر کامپیوتر در کافی‌نت‌های تحت کنترل دولت کلمات خاصی را تایپ کند، واژه‌پرداز یا مرورگر به‌طور خود کار بسته می‌شود، و هشدار «state security» داده می‌شود.